# Юха-Пекка Хютенен
Юха-Пекка Хютенен (фін. Juha-Pekka Hytönen; 22 травня 1981, м. Ювяскюля, Фінляндія) — фінський хокеїст, центральний нападник. Виступає за ХК «Лозанна» у Національній лізі А.
Вихованець хокейної школи ЮІП (Ювяскюля). Виступав за ЮІП (Ювяскюля), «Юкуріт» (Міккелі), «Амур» (Хабаровськ).
У чемпіонатах Фінляндії провів 575 матчів (119+160), у плей-оф — 67 матчів (11+25).
У складі національної збірної Фінляндії учасник чемпіонатів світу 2009, 2010, 2013 і 2015 (26 матчів, 1+1); учасник EHT 2008, 2009, 2010, 2011, 2012, 2013, 2014 і 2015. У складі молодіжної збірної Фінляндії учасник чемпіонату світу 2001. У складі юніорської збірної Фінляндії учасник чемпіонату світу 1999.
Досягнення
- Чемпіон Фінляндії (2009, 2012), бронзовий призер (2010)
- Срібний призер молодіжного чемпіонату світу (2001).